# 주쥔 (펜싱 선수)
주쥔(중국어: 朱俊, 병음: Zhū Jùn, 한자음: 주준, 1984년 7월 2일~)은 중화인민공화국의 펜싱 선수로, 주 종목은 플뢰레이다. 2008년 하계 올림픽과 2012년 하계 올림픽에 중국 국가대표로 참가했다. 

## 생애
장쑤성 양저우시에 위치한 가오유시 출신이다.

## 같이 보기
- 2008년 하계 올림픽 중국 선수단